# Saccellium lanceolatum
Saccellium lanceolatum là loài thực vật có hoa trong họ Mồ hôi. Loài này được Bonpl. miêu tả khoa học đầu tiên năm 1806.